# Распространение ислама
Расширение Арабской империи после смерти пророка Мухаммеда привело к созданию халифатов, которые занимали обширную географическую область, и обращение в ислам распространялось, благодаря миссионерской деятельности — особенно суфиев, которые легко смешивались с местным населением для распространения религиозных учений. Эти ранние халифаты с мусульманской экономикой и торговлей и последующее расширение Османской империи привели к распространению ислама вне Мекки — до Атлантического и Тихого океанов — и созданию мусульманского мира. Торговля играла важную роль в распространении ислама в Юго-Восточной Азии.
Образовались мусульманские династии, они следовали друг за другом. Аббасиды, Фатимиды, Альморавиды, Сельджукиды, Аджуран, Адал и Варсангали в Сомали, Моголы в Индии и Сефевиды в Персии, и Османы создали крупные империи. Народы исламского мира создал множество высокоразвитых центров культуры с торговой сетью, путешественниками, учеными. Исламская экспансия в Южной и Восточной Азии способствовала созданию космополитических и эклектичных мусульманских культур на индийском субконтиненте, в Малайзии, Индонезии и Китае.

Расширение Халифата с 632 по 655 год.

## Этап I: первые халифы и Омейяды (610—750 н. э.)
В течение первого века распространения ислама на Аравийском полуострове и последующего быстрого расширения Арабской империи во время мусульманских завоеваний произошло образование одной из самых великих империй в истории. Цели новой империи, как и цели ранней Византии в прошлом, и уничтоженной Сасанидской империи, на практике не сильно изменились. Завоевания были первой из практических целей, ведь плодородная земля и вода были скудными на Аравийском полуострове. Настоящая исламизация, таким образом, происходила только в последующие века.
Профессор Ира Лапидус различает две категории новообращенных того времени: анимисты и многобожники племенных обществ Аравийского полуострова и Плодородного полумесяца; и монотеистическое население средневосточных аграрных и городских обществ.
Ислам был ввезен в Сомали в 7-м веке, когда арабы-мусульмане бежали от преследований неверующих племен курайшитов. Когда мусульмане победили неверующих, некоторые вернулись в Аравию, но многие решили остаться там и основали мусульманские общины вдоль побережья Сомали. Местные сомалийцы приняли исламскую веру ещё задолго до того, как она укоренилась в местах своего зарождения.
Для языческих обществ, помимо религиозных и духовных причин, которые у каждого человека, возможно, были, обращение в ислам стало «реакцией патриархальных племен на потребность в большей политической и экономической интеграции, стабильности и более творческих, объединяющих моральных подходах, чтобы справиться с проблемами неорганизованного общества». В отличие от них, в оседлых, часто уже монотеистических обществах «ислам заменили византийская или сасанидская политическая идентичность и христианская, еврейская или зороастрийская религиозная принадлежность».
Только в последующие века, с развитием религиозной доктрины ислама, с приходом мусульманской религиозной общины, началось масштабное обращение в ислам. Новое понимание религиозного и политического превосходства во многих случаях привело к ослаблению или разрушению социальных и религиозных структур параллельных религиозных общин, таких как христианские и иудейские.
Халифы арабской династии основали в империи первые школы, которые обучали арабскому языку и исламу. Кроме того, они начали амбициозный проект строительства мечетей по всей империи, многие из которых остаются по сей день самыми величественными во всем исламском мире, например, мечеть Оммейядов в Дамаске. В конце периода Омейядов менее 10 % людей в Иране, Ираке, Сирии, Египте, Тунисе и Испании были мусульманами. Только на Аравийском полуострове доля мусульман была выше этого показателя.

## Этап II: Аббасиды (750—1258)
Арабская экспансия прекратилась, и стали распространяться основные учения исламской философии, теологии, права и мистицизма; в пределах империи произошло постепенное обращение населения в ислам. Значительная исламизация происходила также за пределами империи, например, в тюркских племенах и среди народов Средней Азии, а также людей, которые проживали в южных районах Сахары в Африке — через контакты с мусульманскими торговцами, которые работали в этом регионе, и суфийскими братствами. В Африке ислам распространялся по трем маршрутам: через торговые города Сахары, такие как Тимбукту, вверх по долине Нила через Судан до Уганды и через Красное море и вниз по Восточной Африке через такие населенные пункты, как Момбаса и Занзибар. Это первоначальное обращение было очень неустойчивым.
Причины, по которым, в конце 10-го века большая часть населения перешла в ислам, были разными. Согласно британско-ливанскому историку Альберту Хурани, одной из причин могло быть то, что «ислам стал более точно определен, черта между мусульманами и не мусульманами стала более четкой. Мусульмане теперь жили в рамках уточненной системы ритуалов, доктрины и права, и этот образ жизни явно отличался от не мусульманского образа жизни. (…) Статус христиан, евреев и зороастрийцев определился более точно, и в каком-то смысле он был ниже мусульманского. Их называли „Людьми Книги“, теми, кто владел письменностью, либо „Народом Завета“, народом с которым было достигнуто соглашение о защите. Как правило, их не принуждали принимать ислам, но они страдали от ограничений. Они платили особый налог, не могли носить одежду определенного цвета и жениться на мусульманках».
Надо отметить, что большинство этих законов были выведены из основного закона о немусульманах, изложенного в Коране. Коран дает не так много подробностей, касающихся определения религии «Людей Книги» (иудеев, христиан, а иногда и некоторых других народов) и специального налога на них — отличного от того, что накладывается на мусульман.

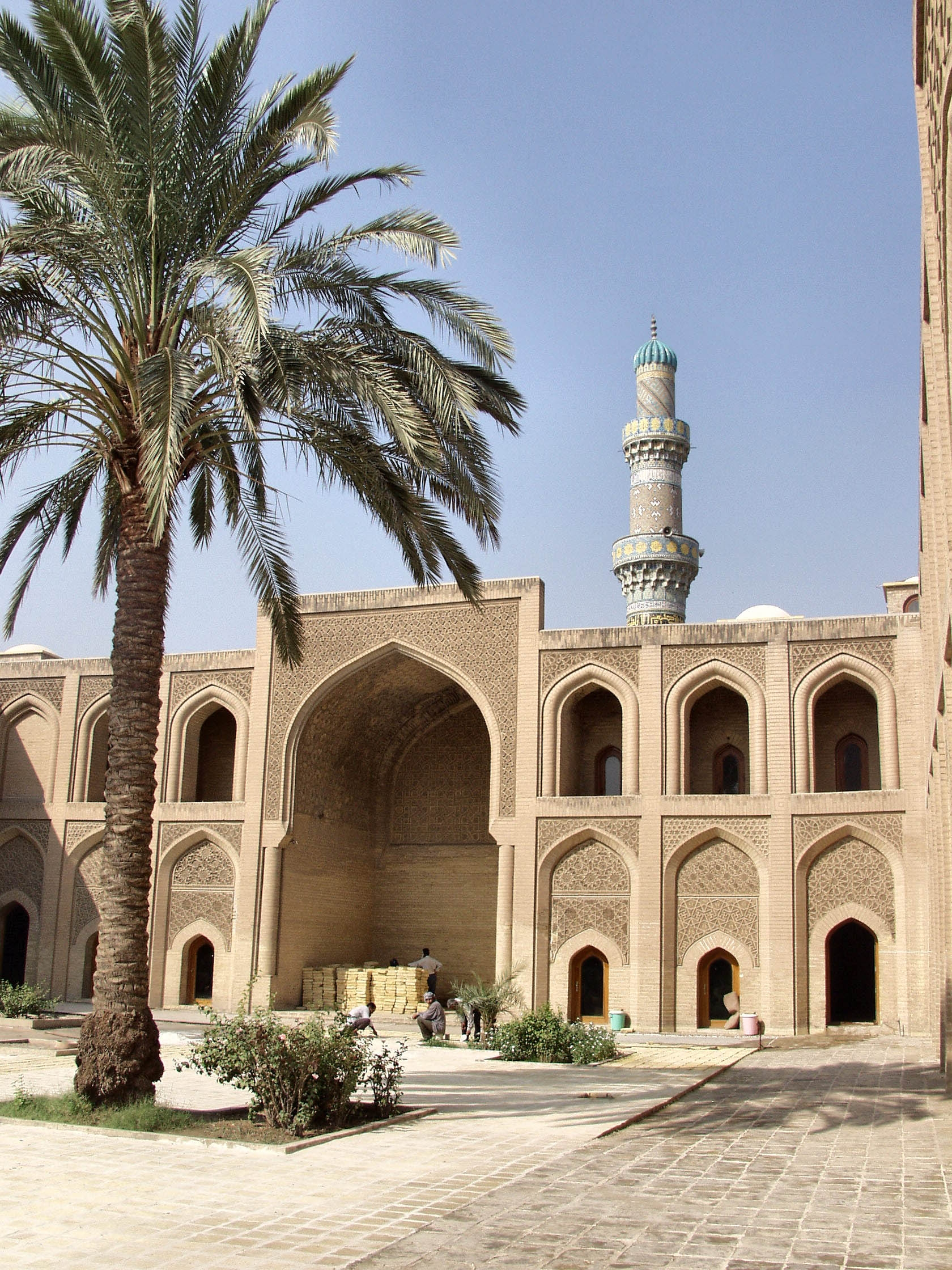
Медресе аль-Мустансира в Багдаде

Альберт Хурани указывает на «переплетение элементов политической и экономической выгоды, сложную смесь культуры и религии», которые проявлялось в народе. Он пишет: «Вопрос о том, почему люди обращаются в ислам, всегда вызывал бурю эмоций. Более ранние поколения европейских ученых считали, что обращение в ислам происходило на острие меча и что завоеванным народам предоставляли выбор между смертью и принятием ислама. Сейчас очевидно, а в мусульманских странах это давно известно, что на самом деле обращение в ислам силой происходило очень редко. Мусульманские завоеватели желали, в основном, доминировать, а не обращать людей в ислам, и чаще всего обращение было добровольным. (…) В большинстве случаев мирские и духовные мотивы обращения в ислам смешивались воедино. Более того, обращение в ислам не обязательно означало полный отказ от старой жизни и полное погружение в новую. В течение времени, пока происходило принятие новой веры и адаптация в новой религиозной общине, большинство обращенных в ислам сохраняли глубокую привязанность к своей культуре и своим общинам».
В результате, как он подчеркивает, сегодня мы наблюдаем разнообразие мусульманских обществ, по-разному практикующих ислам.
Обращение в ислам происходило также из-за распада старых религиозно организованных обществ: например, с ослаблением церквей и признанием ислама, а также значительной миграцией мусульманского турецкого населения в районах Анатолии и на Балканах росло «социальное и культурное значение ислама», и его принимало большое количество людей. В некоторых областях этот процесс шел более интенсивно (Анатолия), а в некоторых — менее (Балканы, где распространение ислама было запрещено некоторыми из церквей).
Наряду с мусульманской верой распространялись в империи арабский язык, система численности и арабские обычаи. Чувство единства росло во многих, хотя и не во всех, провинциях, постепенно формируя целостное сознание арабо-исламского населения: исламский мир возник в конце 10-го века. На протяжении всего этого периода, а также в последующие века, наблюдались разногласия между персами и арабами, а также между суннитами и шиитами; волнения в провинциях сильно укрепляли местную власть.

### Обращение в ислам в пределах империи: период Омейядов против периода Аббасидов
Целый ряд историков видит власть Омейядов ответственной за создание «зимми» (немусульманское население в мусульманском мире) в целях увеличения взыскиваемого с зимми налога в пользу арабско-мусульманской общины. Таким образом они поддерживали арабско-мусульманскую общину в финансовом плане и препятствовали обращению в ислам. Изначально ислам ассоциировался с этническим единством арабов и требовал от немусульман формальной ассоциации с арабским племенем и приобретения статуса «мавла» (бывшего раба или свободного человека под покровительством мусульман). Местные правители подавали жалобы халифу, когда он ввел законы, которые облегчили обращение в ислам, лишив провинции доходов от налога на немусульман.
В течение следующего периода Аббасидов мавлы получили избирательное право, в политической концепции произошел сдвиг от первоначальной Арабской империи к Исламской империи, и в 930 году был принят закон, который требовал, чтобы все бюрократы империи были мусульманами. В обоих периодах также происходила значительная миграция арабских племен с Аравийского полуострова на новые территории.

### Обращение в ислам в пределах империи: «диаграмма исламизации»
«Диаграмма исламизации» Ричарда Баллита отображает достаточно низкий показатель обращения в ислам не арабских народов во время арабского периода Омейядов — 10 %, в отличие от более политически-мультикультурного периода Аббасидов, на который в IX веке пришлось 40 % прироста мусульманского общества, а в конце XI века — почти 100 %. Эта теория не объясняет продолжительное существование большого меньшинства христиан в период Аббасидов. Другие оценки показывают, что мусульмане не были большинством в Египте до середины 10-го века и в землях Плодородного полумесяца — до 1100 г. В Сирии, в современных границах, возможно, христиане преобладали до монгольского нашествия в 13 веке.

## Этап III: роспуск Аббасидов и появление сельджуков и османов (950—1450)
Расширение ислама продолжалось в результате тюркских завоеваний Малой Азии, Балкан и Индийского субконтинента. В более ранний период темпы обращения в ислам в мусульманской глубинке также повышались, в то время как в результате завоеваний вновь завоеванные регионы сохранили значительное немусульманское население в отличие от регионов, где границы мусульманского мира сузились, таких как Сицилия и Аль-Андалус, где мусульманское население в короткие сроки было изгнано или вынуждено обратиться в христианство. Последний период этой фазы был ознаменован монгольским нашествием (в частности, осада Багдада в 1258 году) и после начального периода гонений обращением этих завоевателей в ислам.

## Этап IV: Османская империя в 1299—1924 гг

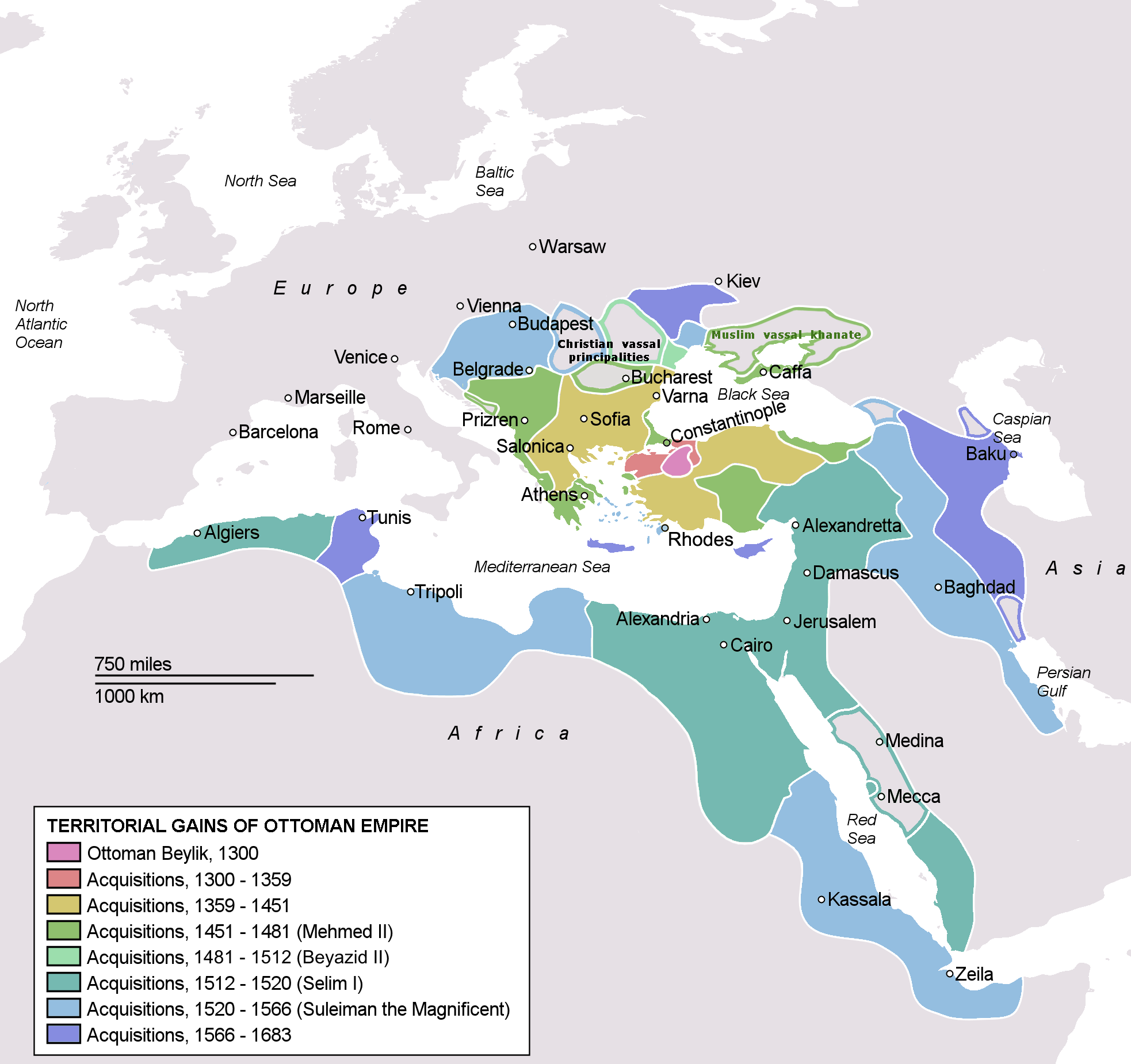
Османская империя в период наибольшей территориальной экспансии в 1683 году

Первоначально Османская империя защищала свои границы от угрозы с нескольких сторон: Сефевидов на восточной стороне, Византии на севере (угроза исчезла с завоеванием Константинополя в 1453 году), и от великих католических держав Средиземного моря: Испании, Священной Римской Империи и Венеции с её восточными средиземноморскими колониями. Позже Османская империя концентрируется на отвоевании территорий у этих соперников: Кипр и другие греческие острова (кроме Крита) были захвачены Османами у Венеции, а последней отвоеванной территорей, до бассейна Дуная, стала Венгрия. Крит был завоеван в 17 веке, но османы уступили Венгрию и другие части Восточной Европы Священной Римской империи, расторгнув договор Карловиц в 1699 году.

## Этап V: Пост-Османская империя до настоящего времени 1922 — по настоящее время
Ислам продолжал распространяться через торговлю и миграцию, особенно в Юго-Восточной Азии, Америке и Европе.